# Castello di Castelleone

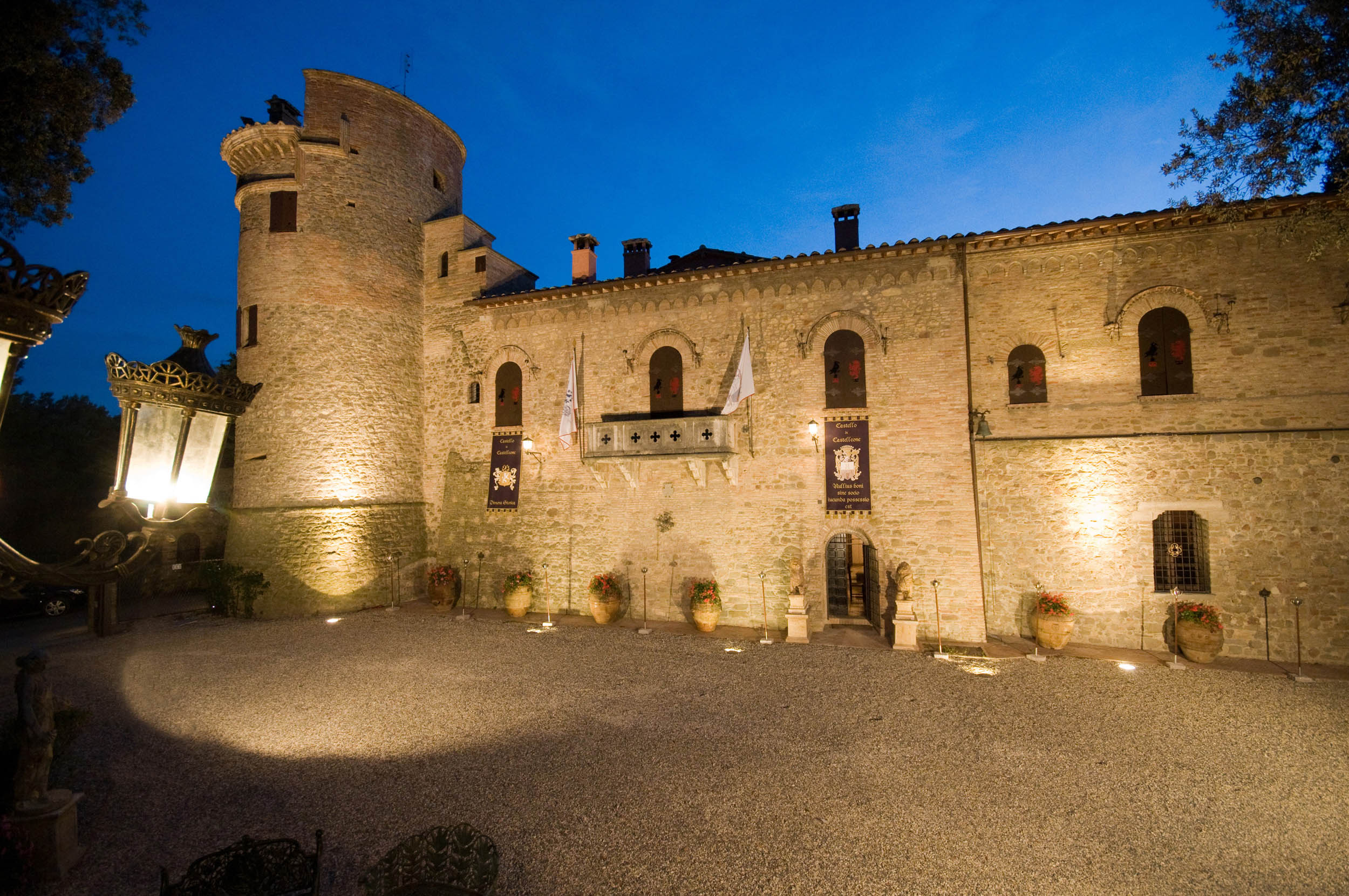
Castello di Castelleone - Località Castelleone di Deruta (Perugia)

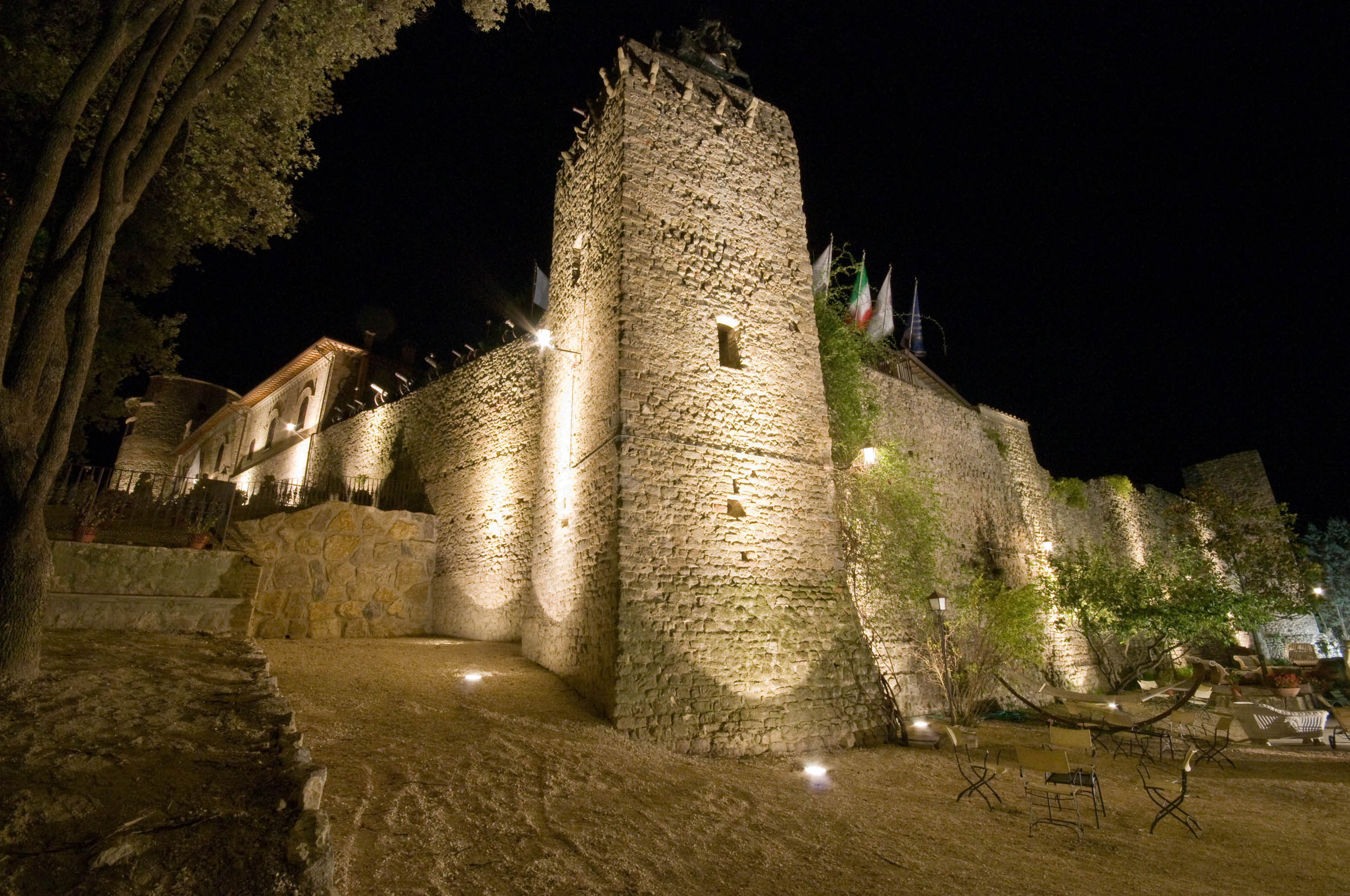
Castello di Castelleone in Deruta (Perugia) - Veduta di nord-ovest con la Torre Longobarda e le antiche mura

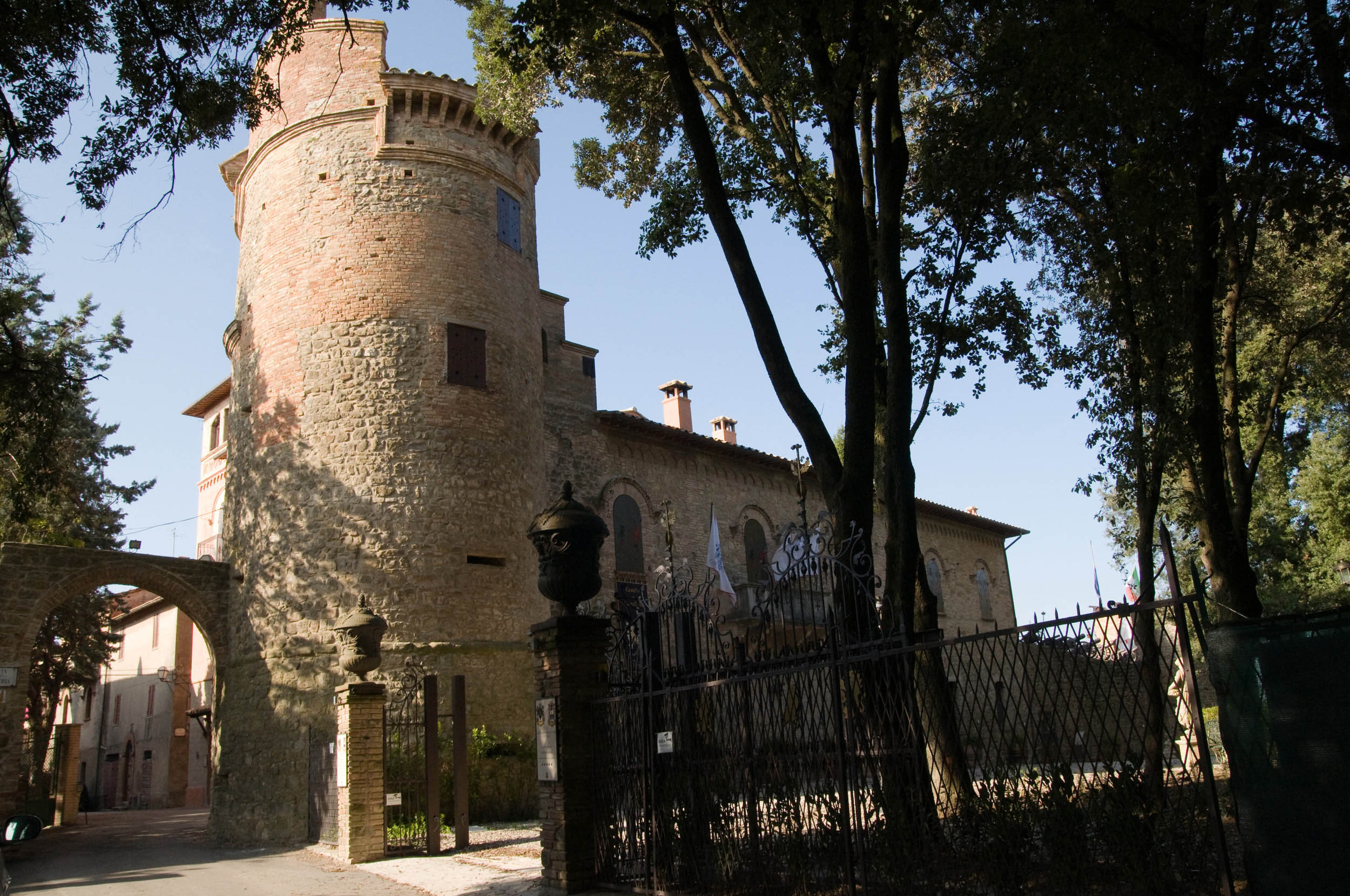
Castello di Castelleone in Deruta (Perugia) - Veduta della Torre degli Sposi o Mastio del castello

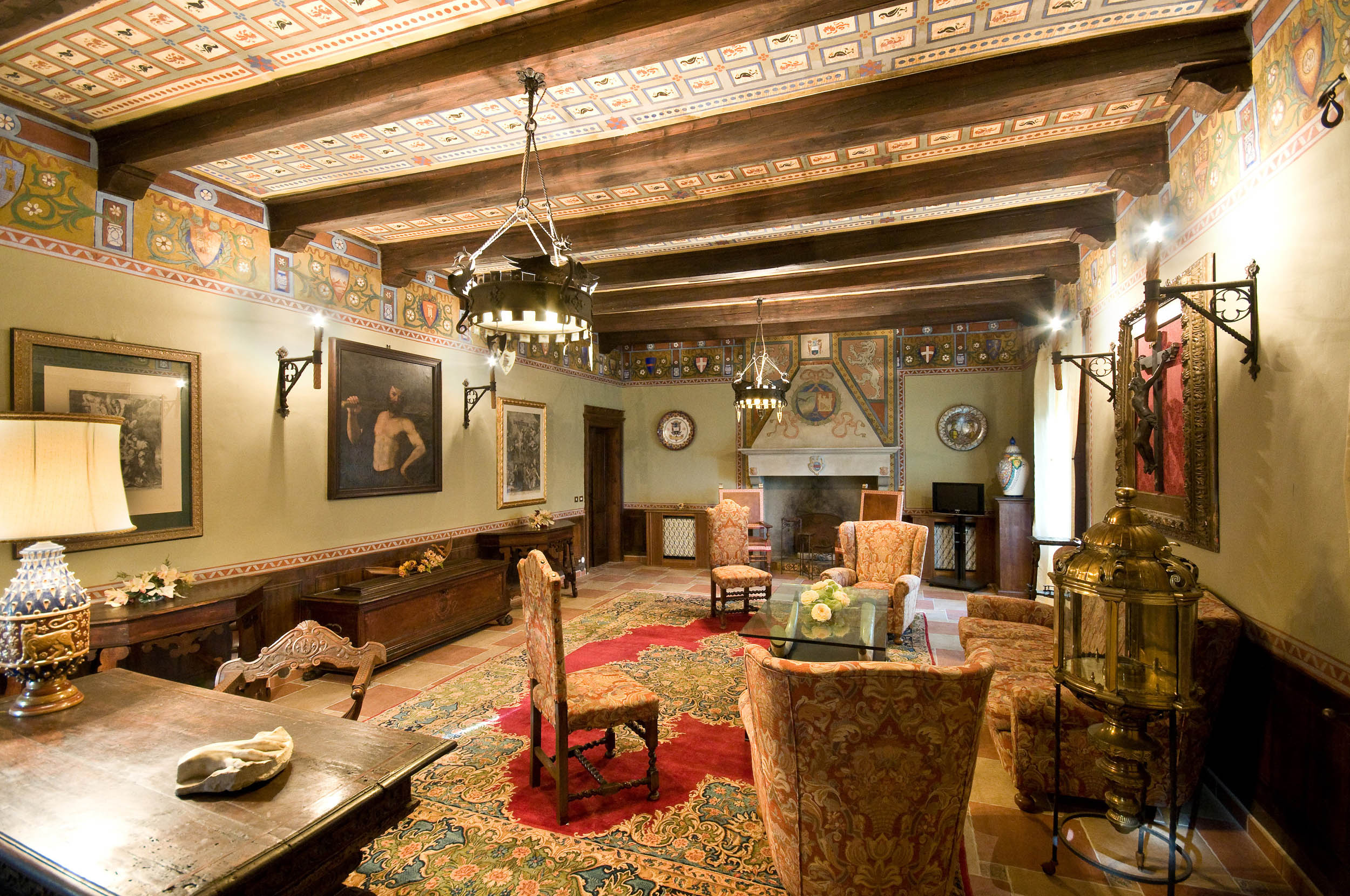
Castello di Castelleone in Deruta (Perugia) - Salone dei Cavalieri

Il Castello di Castelleone è un castello di origini alto-medioevali situato nel comune di Deruta (Perugia), da cui dista 4,5 km, a circa 450 m di altitudine, in località Castelleone, piccolo borgo che prende il nome dal castello.

## Storia
Il castello (Castrum Leonis), di chiara impronta feudale nella sua parte più antica che conserva ancora l'aspetto originario di fortezza difensiva, risale al XII secolo, quando vennero realizzate le sue torri e le mura in pietra.
Il castello, in epoca medioevale e tardo-medioevale, subì diversi assedi da parte dei Todini, nel XIII secolo, ma soprattutto quello, divenuto storico, di Andrea Fortebraccio detto "Braccio da Montone" (1368-1424). Il celebre condottiero e capitano di ventura cinse d'assedio il Castello di Castelleone attorno al 1410, tentando più volte, inutilmente, di violarlo e danneggiarlo col fuoco.
Nella struttura del maniero sono identificabili tre epoche, quella alto medioevale (XII-XIII sec.), di cui restano ampie tracce nelle grande Torre Longobarda e nelle mura difensive, dotate di barbacane, che superano anche i tre metri di spessore, quella rinascimentale (XV-XVI sec.), con incluso il Mastio o Torre degli Sposi, collegato al nucleo principale del castello e quella neogotica (XIX sec.), che include la Torre Belvedere, la quale si affaccia sul borgo di Castelleone.
Il Castello appartenne ai Conti Del Buon Tromboni, dai primi dell’1800 fino alla fine degli anni 90. Successivamente, il Castello venne ereditato del primo genito di Alberto Del Buon Tromboni, Augusto, in seguito alla sua dipartita, andò in eredità alla Moglie, prima di essere Ceduto ai conti Morsiani.
Fra il 2006 e il 2009 venne effettuato dai proprietari, conti Morsiani, un accurato restauro conservativo di consolidamento architettonico e strutturale dell'antica dimora e di minuzioso recupero filologico, storico e artistico anche degli arredi.
Gli affreschi e i decori pittorici parietali del piano nobile e delle torri (risalenti al periodo rinascimentale e neo-gotico), gli arredi d'importanza storico-artistica, antichi dipinti e opere di Annibale Carracci, Guercino, Durer e le loro scuole, lampadari antichi di Murano (nel castello furono ospiti per lungo tempo, fra gli altri, il Papa Alessandro VI Borgia, sul finire del XV sec. e il poeta Gabriele D'Annunzio, agli inizi del Novecento, che in una lode decantò la qualità dell'olio d'oliva di Castelleone), testimoniano le origini feudali e nobiliari del complesso.

## Note

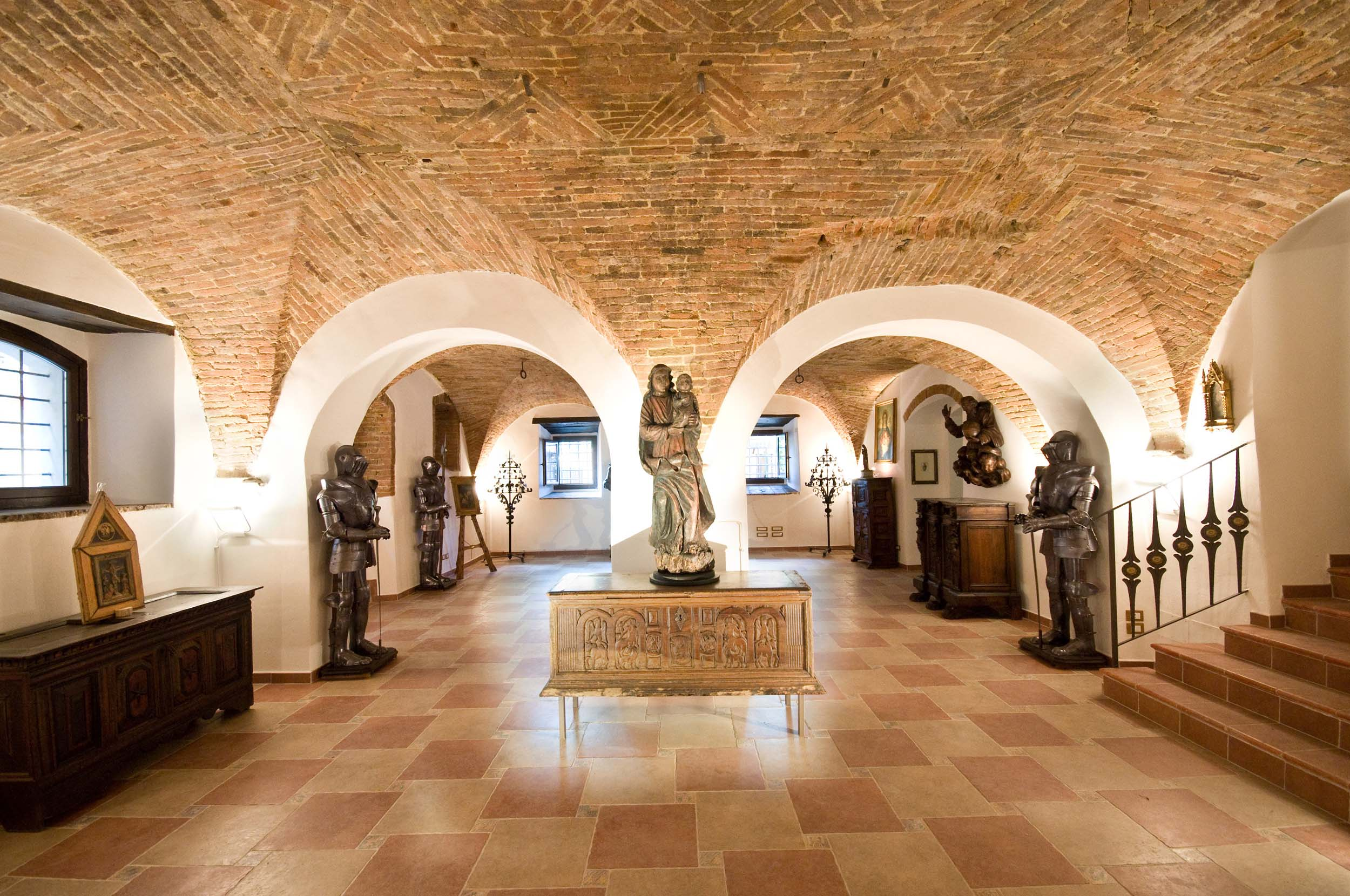
Castello di Castelleone in Deruta (Perugia) - Salone degli armigeri